# حاکم شرع
حاکم شرع در فقه شیعه، مجتهد جامع‌الشرایطی است که در زمان غیبت که فرمانروایی در دست شیعه نیست ریاست شیعه را عهده‌دار است. مانند شیخ مفید یا شیخ طوسی، یا عالمترین فرد هر سرزمین، مانند شهید اول و ثانی در لبنان، علامه حلی در حله، یا در قرون پیشرفته اخیر از نظر ارتباطات، اعلم مجتهدان مانند شیخ انصاری، میرزای شیرازی و گاهی نیز به دلیل هم طرازی، حاکمان شرع متعدد بوده‌اند؛ مانند سید حسین طباطبایی قمی و سید ابوالحسن اصفهانی.
اما در زمان فرمانروایی شیعه، حاکم شرع کسی است که حکومت در دست او باشد؛ مانند سید روح‌الله خمینی و سید علی خامنه‌ای در دوران نظام جمهوری اسلامی ایران. حاکم شرع همچنین مطلقاً به مجتهد جامع‌الشرایط نیز گفته می‌شود یا مجتهدی که در یک منطقه محل رجوع همگانی است.

## تاریخ

### شیخ‌الاسلام‌ها
ببینید: فهرست شیخ الاسلام‌های اصفهان
نخستین بار امپراتوری عثمانی در قرن ۱۵میلادی (۹ هجری) اقدام به تأسیس منصب شیخ‌الاسلام کرد. مورخان متفق‌القول هستند که نخستین بار سلطان محمد فاتح در ۱۴۵۱ میلادی چنین فردی را منصوب کرده‌است بتدریج جایگاه آن بالا رفت تا اینکه در زمان سلطان سلیم اول به مقام مهمی در دربار تبدیل شد و در زمان سلطان سلیمان قانونی، شیخ‌الاسلام به یک نهاد اداری و قانونی تبدیل شد که در استانبول قرار داشت و از طریق فتواهای خود سیاستهای حکومت را پشتیبانی می‌کرد. این منصب را عثمانی‌ها به تقلید از کلیسای کاتولیک برگرفتند و بعدها صفویه آن را وارد ایران کرد و خود را به‌عنوان شیخ‌الاسلام در اصفهان و با کمرنگ شدن مقام شیخ‌الاسلام جای خود را به مجتهد عام شیعه داد. برنارد لوئیس می‌نویسد: ایرانیان نمی‌دانند که با اینکار در واقع اسلام را مسیحی کرده‌اند. در اول قرن شانزدهم میلادی ترکان صفوی بخاطر ایجاد یک نفاق دینی با عثمانی برای ریشه‌دار کردن دشمنیها تصمیم گرفتند ایران را که اکثریت جمعیت آن تا آن زمان شافعی مذهب بودند به شیعه اثنی عشری تغییر دین بدهند. آن‌ها به تقلید از عثمانی به تأسیس نهاد شیخ‌الاسلام از نوع شیعه پرداختند و به این طریق طبقه روحانیت سیاسی را در ایران پایه‌گذاری کردند.
این نهاد بتدریج در ایران رشد کرد. خصوصاً در دوران پادشاهان ضعیف مثل شاه تهماسب (محقق کرکی) و شاه سلیمان و شاه سلطان حسین (محمد باقر مجلسی) قدرت زیادتری می‌گرفت. شیخ الاسلام‌ها در اصفهان زندگی می‌کردند و این منصب تا زمان انقلاب مشروطه (۱۹۰۶م-۱۲۸۵ش) یعنی تا پایان سلطنت مظفرالدین شاه برقرار بوده‌است که البته در اواخر به‌صورت یک سمت تشریفاتی منصوب شده توسط شاه درآمده و در عمل مردم بیشتر پیرو مجتهدین دیگر بوده‌اند. آخرین آنها علی‌اکبر شیخ‌الاسلام بود که در ۱۲۷۰ شمسی یعنی ۱۵ سال قبل از مشروطه توسط ناصرالدین شاه منصوب شده بود و پس از انقلاب مشروطه شهردار اصفهان و سپس نماینده مجلس شورای ملی شد تا اینکه در ۱۳۱۱ ش یا ۱۹۳۲ میلادی در زمان رضاشاه پهلوی درگذشت.

### ضعف شیخ الاسلام‌ها و انتقال منصب به مجتهدین شیعه
با سقوط صفویه منصب شیخ‌الاسلام که به‌عنوان قاضی نیز عمل می‌کرد و توسط شاهان صفوی تعیین می‌شد رو به ضعف نهاد. این وضعیت یک موقعیت در اختیار مجتهدین شیعه قرارداد و شروع به کار به‌عنوان حاکم شرع یا قاضی کردند و بتدریج موقعیت اجتماعی و بعدها سیاسی مهمی به‌دست آوردند.